# Dendropsophus rubicundulus
Dendropsophus rubicundulus är en groddjursart som först beskrevs av Johannes Theodor Reinhardt och Christian Frederik Lütken 1862.  Dendropsophus rubicundulus ingår i släktet Dendropsophus och familjen lövgrodor. IUCN kategoriserar arten globalt som livskraftig. Inga underarter finns listade i Catalogue of Life.